# Mosaisk Vestre Begravelsesplads
Mosaisk Vestre Begravelsesplads er en jødisk kirkegård nær Vestre Kirkegård i København. Den ligger i sydhavnskvarteret tæt på Vesterbro og syd for Carlsberg Station.
Kapellet er tegnet af Frederik L. Levy.

## Kendte personer begravet på begravelsespladsen
| - Ada Adler, klassisk filolog - Pia Ahnfelt-Rønne, skuespillerinde - Max Ballin, fabrikant - Ivar Berendsen, politiker - Nicolai Berendt, pianist og komponist - Sam Besekow, instruktør - Frederik Bing, forsikringsdirektør - Jacob Martin Bing, etatsråd - Herman Bing, politiker og medstifter af Politiken - Laurids Bing, vekselerer - Victor Borge, dansk/amerikansk pianist og entertainer. - Jacques Blum, forfatter og kultursociolog - Ernst Brandes, nationaløkonom - Ludvig Israel Brandes, læge - Martin Dessau, fabrikant - Peter Deutsch, komponist - Meïr Feigenberg, teaterdirektør - Isi Foighel, politiker - Henry Frænkel, arkitekt - G.A. Gedalia, vekselerer - Isak Glückstadt, bankdirektør, gehejmeråd - Meïr Aron Goldschmidt, forfatter - Albert Gottschalk, maler - Adolph Hannover, læge - H.I. Hannover, ingeniør - Jacob Hannover, bibliotekar - Albert Heckscher, sagfører - Axel Henriques, revyforfatter - Marie Henriques, maler - Robert Henriques, cellist - Valdemar Henriques, fysiolog - Alfred Hertz, erhvervsmand - Philip W. Heyman, direktør og grundlægger - Heinrich Hirschsprung, tobaksfabrikant og kunstsamler - Aage Hirschsprung, forlægger | - Harald Isenstein, billedhugger - E.F. Jacob, fabrikant - Fritz Kalckar, fysiker - Janina Katz, forfatter - Lilian Kaufmann, kogebogsforfatter - Henrik Koppel, boghandler - Abraham Kurland, bryder - Birgitte Levison, maler - Erwin Magnus, forfatter - J.H. Melchior, grosserer og fabrikant - Marcus Melchior, overrabbiner - Emil Meyer, nationalbankdirektør - J.F. Meyer, ingeniør - David Monies, maler - Max Nathan, maler - Sally Philipsen, kunstmaler - Israel Rachlin, forfatter - Rachel Rachlin, forfatter - Adolph Rastén, journalist - Bernhard Rosenbaum, kgl. kapelmusikus - Leopold Rosenfeld, komponist - Israel Rosenthal, læge - Isac Salmonsen, forlægger - Carl Salomonsen, fabrikant - Georg Seligmann, maler - Oskar Siesbye, filolog - David Simonsen, overrabbiner og bogsamler - Rudolph Simonsen, komponist - Meïr Stein, kunsthistoriker - Bent Thalmay, skuespiller - Herman Trier, politiker - Bernhard Wulff, journalist - Carl Wulff, forfatter - Dan Uzan, frivillig vagt, dræbt ved terrorattentat |